# Bóg luk
Bóg luk, Bóg od zapychania dziur, Bóg kapryśny, Bóg magik, Bóg zapchajdziura, Bóg białych plam (ang. God of the gaps) – określenie obrazujące sposób myślenia doszukujący się interwencji Boga w niewyjaśnionych jeszcze przez naukę aspektach świata.
Pojęcie „Boga luk” zostało wprowadzone przez Henry’ego Drummonda w jego wykładach The Ascent of Man z 1894. Termin został stworzony nie w celu zdyskredytowania teizmu, ale raczej by wskazać na błędność polegania na argumencie teleologicznym.

## Rozwój
W średniowieczu uznawano przyrodę za uległą wobec woli Boga. Później rozwinęły się jednak koncepcje deterministyczne, atomistyczne, redukcjonistyczne, w których coraz mniej pozostawało miejsca dla boskiej interwencji. Już w tomizmie przez jego nawiązanie do arystotelizmu Bóg w istocie był ograniczony naturą rzeczy, co stało w sprzeczności z przekonaniem o nieograniczonej wolności jego woli.
Rozumowanie takie typowe było dla fizykoteologii w XVIII i XIX wieku. W odróżnieniu od innych dziedzin teologii nurt ten opierał się głównie na wiedzy empirycznej, a nie na Biblii. Zwracał on szczególną uwagę na luki w wiedzy naukowej, niezdolnej do wytłumaczenia wszystkich aspektów świata. Luki te tłumaczył nadzwyczajną interwencją Boga.
Przykład takiego rozumowania stanowi model świata Isaaca Newtona. Problem jego modelu polega na tym, że wszystkie masy wzajemnie przyciągają się grawitacyjnie. Wobec tego świat powinien się zapaść, czego jednak się nie obserwuje. Jako czynnik przeciwdziałający zapadaniu się świata Newton proponował działanie Boga, utrzymującego świat w stabilnym stanie. Podobnie Newton tłumaczył stabilność Układu Słonecznego. Jest on bowiem podatny na zakłócenia, wywoływane na przykład przez ruchy komet. Rola Boga sprowadzałaby się w takim przypadku do wprowadzania odpowiednich poprawek w celu utrzymania stabilności Układu Słonecznego. Koncepcję tę rozwinął bardziej uczeń Newtona, Samuel Clarke. 

## Krytyka

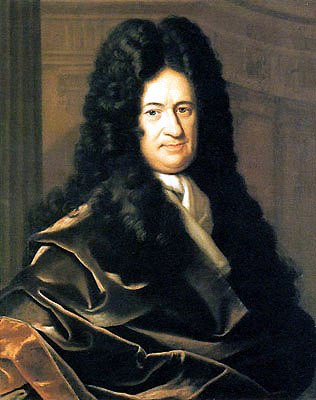
Interwencjonizm Newtona poddał krytyce Gottfried Wilhelm Leibniz

Pierwsza krytyka takiego sposobu myślenia wyszła spod pióra Gottfrieda Leibniza. Poglądy swych przeciwników zobrazował jako Boga, który musi co chwila ponownie nakręcać swój zegar – zegar taki byłby niedoskonały. Lepszy od niego byłby mechanizm niewymagający nakręcania, działający bezbłędnie po jednokrotnym wprawieniu go w ruch. Świat stworzony na podobieństwo wymagającego ciągłego nastawiania zegara świadczyłby wedle Leibniza o małej przezorności Boga. Wszechmocny i doskonały Stwórca uczyniłby raczej świat, który nie wymaga żadnych poprawek ani stabilizacji. Współczesny teizm naturalistyczny stoi na stanowisku, że interwencje takie byłyby niezgodne z naturą Boga i jej integralnością, a także z naturą świata i łączącą je relacją.
Inny argument przeciwko temu sposobowi myślenia zwraca uwagę na rozwój nauki. W danym czasie istnieją oczywiście takie zjawiska, których nauka jeszcze nie potrafi wyjaśnić. Z upływem czasu jednak udaje się je wyjaśnić, tak że w efekcie postulowana nadzwyczajna Boska interwencja staje się niepotrzebna dla ich wyjaśnienia. W efekcie hipoteza zawierająca działanie Boga i hipoteza nieodwołująca się do bytów nadprzyrodzonych zostają sobie przeciwstawione. Prowadzi to do dyskredytacji religii. W związku z tym fizykoteologia jest oceniana jako nurt, który przyniósł religii krótkotrwałą korzyść i długoterminową stratę.
Obecnie „Boga od zapychania dziur” uznaje się za skompromitowany sposób myślenia. Teologia chrześcijańska ocenia go negatywnie. Michał Heller nazywa Boga luk „teologicznym fałszem”. Współczesny naturalizm odrzuca wyjaśnienia interwencjonistyczne, przyjmując, że żadne szczególne wydarzenie czy zjawisko przyrodnicze nie wymaga w swym wyjaśnieniu odwołania się do Boga. Wyjaśnienie go leży w gestii nauki. Nawet jeśli dzisiejsza wiedza nie pozwala na wiarygodne wyjaśnienie go, zostanie ono sformułowane w przyszłości, dzięki nauce, opisującej świat w sposób naturalistyczny i wyjaśniającej fakty poprzez inne zjawiska materialne. Bóg nie narusza opisywanych przez nią praw, działa w sferze metafizycznej. Wyjaśnienia nadnaturalne stosuje się tylko do takich właśnie kwestii, jak intelligibilność świata, jego racjonalność, czy też przyczyny jego istnienia w ogóle. Pomimo to „Bóg luk” pojawia się cały czas w dyskusji na temat powstania Wszechświata, w głosach utożsamiających globalną osobliwość i Wielki Wybuch ze stworzeniem świata przez Boga. W tym samym duchu utrzymane są niektóre koncepcje związane z fizyką chaosu i kosmologią kwantową. Podobny błąd popełnia stanowisko dotyczące antropogenezy uznające, że ewolucja zachodziła zgodnie z prawami opisywanymi teoriami ewolucji – aż do momentu, kiedy Bóg dokonał interwencji, stwarzając człowieka. Pogląd taki Józef Życiński określił jako naiwny, wskazując na obecność Boga w całym procesie ewolucji, nie tylko w wybranych jego etapach. Obecność ta ma jednak nie naruszać praw rządzących przebiegiem ewolucji.

## Alternatywy
Odrzucenie „Boga luk” nie oznacza jednak automatycznego zaprzeczenia jakiegokolwiek wpływu Boga na świat. Teologia mówi o Bogu podtrzymującym istnienie świata, a nawet o Bogu w sposób ciągły stwarzającym świat (creacio continua), o Bogu poprzedzającym świat nie w sensie czasowym, ale logicznym, o ontycznej zależności między Bogiem a światem, przez co Bóg jest w świecie immanentnie obecny. W tym ujęciu Bóg w każdej chwili istnienia świata stwarza go, a stwarzanie to polega między innymi na podtrzymywaniu istnienia naturalnego porządku, praw rządzących światem. Stanowisko takie nie ma charakteru empirycznego, dotyczy kwestii metafizycznych, przez to nie pozostaje w sprzeczności z różnymi ontologiami przyrody, w tym także z naturalistyczną. Jednakże rzeczone stanowisko jest krytykowane, jako że „zbyt łatwo” godzi naukę i religię, stojąc w sprzeczności z pewnymi poglądami w teologii, na przykład dotyczącymi świętych czy opętań. Spotyka się też zarzut zamiany teizmu w deizm, a nawet o trudności w odróżnieniu tego poglądu od ateizmu.